# Xiaolin, Chongqing
Xiaolin (kinesiska: 小林) är en köping i sydvästra Kina. Den ligger i stadsdistriktet Tongliang i storstadsområdet Chongqing, omkring 74 kilometer väster om det centrala stadsdistriktet Yuzhong. Antalet invånare är 6 753. Befolkningen består av 3 311 kvinnor och 3 442 män. Barn under 15 år utgör 21,0 %, vuxna 15-64 år 58 %, och äldre över 65 år 19,0 %.